# Болда (Сату Маре)
Болда (рум. Bolda) насеље је у Румунији у округу Сату Маре у општини Белтиуг. Oпштина се налази на надморској висини од 216 m.

## Становништво
Према подацима из 2002. године у насељу је живело 107 становника, од којих су сви румунске националности.